# Захисти Україну
Захисти Україну (англ. Defend Ukraine, рос. Защити Украину) — аркадна мобільна гра, розроблена й опублікована українським програмістом Володимиром Горовим під його компанією-розробником ігор GBKSOFT для пристроїв iOS та Android. Первісна ідея гри приписується Ульріху Гаммершмідту.
Гру було випущено на App Store та Google Play. Застосунок, який доступний українською й англійською мовами, може бути придбано в App Store. Всі пожертвування та гроші від продажів було відправлено Крилам Фенікса, волонтерській організації, що підтримує Українську Армію.

## Ігровий процес

### Огляд
Гру присвячено воєнному конфлікту, що розколов схід України. Її було створено після початку кризи задля привернення уваги громадськості до анексії Криму Росією та її збройної агресії проти України.

### Мета
Основною метою гри є захист українських областей і збереження цілісності країни. Це досягається натисканням на обличчях ворогів, які довільно пролітають над картою. Якщо гравцеві не вдається вчасно натиснути на піктограмі загарбника, то над областю з'являється ворожий прапор. У грі наявні декілька типів бойових одиниць. Ворожі бойові одиниці та союзники — козаки та солдати. Гравець не має торкатися союзників, якщо вони з'являються над областю, що відноситься до України. Інакше він може торкнутися їх, аби повернути захоплену область. Розробник також планує додати інші бойові одиниці, як-от сильніші підкріплення, що можуть дозволити гравцеві повернути кілька захоплених областей одразу.

### Ігрові режими
Захисти Україну наразі має лише один режим Виживання. Швидкість гри поступово зростає. Якщо гравці достатньо швидкі, вони можуть попередити появу сепаратистської Новоросії та зберегти Україну єдиною. Один раунд триває 200 подій вторгнення. Гра завершується, якщо гравець утрачає всі області чи 200 подій відбулися. Гравець перемагає, лише якщо спромігся втримати контроль над усіма областями України. Розробник наразі працює над режимом Кампанії, який буде випущено з наступним великим оновленням гри пізніше цього року.

## Розробка
Первісна ідея, як і часткове фінансування, була зроблена Ульріхом Гаммершмідтом. Захисти Україну було розроблено GBKSOFT, аутсорсинговою командою веб і мобільної розробки, що знаходиться в Україні. Вона складається з двох офісів у Києві та Запоріжжі, обидва з яких брали участь у розробці гри.
Розробка гри розпочалася у жовтні 2014 року як частково некомерційний проект. Невдовзі після розробки GBKSOFT також погодилася з волонтерською організацією «Крила Фенікса», що отримуватиме всі гроші, зароблені грою з обох версій: Android та iOS.

### Гральний рушій
Захисти Україну побудована на вільному гральному рушії (фреймворк LibGDX). Він використовувався в поєднанні з агрегатором Google AdMob та Сервісами Google Play. Рушій було обрано через його гнучкість, яка дає більше покриття аудиторії. Завдяки LibGDX гру може бути легко портовано на інші ОС.
Гра підтримує дві мови: англійську й українську. Мова обирається автоматично залежно від користувацьких налаштувань пристрою.

### Випуск
Захисти Україну було вперше випущено на App Store 21 листопада 2014 року. Гру було вперше випущено на Google Play у травні 2015 року.

### Оновлення
Команда розробників GBKSOFT наразі працює над масовим оновленням. Прийдешнє оновлення на Google Play включатиме два ігрові режими: Аркадний і Кампанію, п'ятьох нових персонажів і 21 новий рівень для режиму Кампанії.
Разом з усіма цими можливостями розробник планує поліпшити загальну продуктивність грального рушія, щоб він став вільнішим і поблажливішим до старіших пристроїв.

## Критика
Протягом першого тижня після випуску гра посіла перше місце в ігрових чартах українського iTunes. Після її успіху та широкого висвітлення в українських ЗМІ було вирішено розробити безкоштовну версію для пристроїв Android, яка також містила опцію пожертвувань.